# L.O.V.E.
「L.O.V.E.」（ラヴ）は、HOME MADE 家族の通算18枚目のシングル。

## 概要
- 前作から3ヶ月ぶりのシングルで、2010年第1弾シングル。アルバム『CIRCLE』の先行シングルでもある。
- 初回生産限定盤には「L.O.V.E.」のPVが収録されたDVDが封入されている。
- サウンドプロデュースは今井了介が担当。

## 収録曲

### CD
1. L.O.V.E. (4:24)
TBS系『COUNT DOWN TV』2月度オープニング・テーマ
2. Step By Step (4:41)
名古屋開府400年テーマソンク゛
3. 少年ハート (Fickle Remix) (5:31)
WRECKING CREW ORCHESTRA 舞台‘ID’テーマソンク゛

### DVD
初回盤のみ
1. L.O.V.E. (Music Video)
PVでのダンスの振付はMIKIKOが担当。